# Mesoplophora paraleviseta
Mesoplophora paraleviseta är en kvalsterart som beskrevs av Sandór Mahunka 1991. Mesoplophora paraleviseta ingår i släktet Mesoplophora och familjen Mesoplophoridae. Inga underarter finns listade i Catalogue of Life.